# Тиршеліни
Тиршеліни (пол. Tyrszeliny) — село в Польщі, у гміні Кольсько Новосольського повіту Любуського воєводства.
Населення — 134 особи (2011).
У 1975-1998 роках село належало до Зеленогурського воєводства.

## Демографія
Демографічна структура станом на 31 березня 2011 року:
|          | Загалом | Допрацездатний вік | Працездатний вік | Постпрацездатний вік |
| -------- | ------- | ------------------ | ---------------- | -------------------- |
| Чоловіки | 69      | 24                 | 39               | 6                    |
| Жінки    | 65      | 16                 | 37               | 12                   |
| Разом    | 134     | 40                 | 76               | 18                   |